# ザーブルジェフ・ナ・モラヴェ - シュンペルク線
ザーブルジェフ・ナ・モラヴェ - シュンペルク線（チェコ語;Železniční trať Zábřeh na Moravě – Šumperk）は、チェコ国鉄の鉄道線の名称である。路線番号は291。
1871年、モラヴァ国境鉄道により開業した。デスナー鉄道と同じ路線番号で一体運用されている。

## 運行形態
デスナー鉄道を参照。

## 駅一覧
デスナー鉄道を参照。